# Гімбатов Пахрудін Асадалійович
Пахрудін Асадалійович Гімбатов (рос. Пахрудин Асадалиевич Гимбатов; 24 березня 1987, с. Гоготль, СРСР) — російський хокеїст, лівий нападник. Виступає за «Сєвєрсталь» (Череповець) у Континентальній хокейній лізі.
Вихованець хокейної школи СКА (Санкт-Петербург). Виступав за СКА (Санкт-Петербург), Спартак (Санкт-Петербург), «Титан» (Клин), «Капітан» (Ступіно), «Металург» (Сєров), «Єрмак» (Ангарськ).
Брат: Магомед Гімбатов.